# Giro di Svizzera 1965
Il Giro di Svizzera 1965, ventinovesima edizione della corsa, si svolse dal 10 al 16 giugno 1965 per un percorso di 1 307 km, con partenza da Murten/Morat e arrivo a Berna. Il corridore italiano Franco Bitossi si aggiudicò la corsa concludendo in 36h31'17".
Dei 62 ciclisti alla partenza arrivarono al traguardo in 42, mentre 20 si ritirarono.

## Tappe
| Tappa  | Data      | Percorso                                | km    | Vincitore di tappa | Leader cl. generale |
| ------ | --------- | --------------------------------------- | ----- | ------------------ | ------------------- |
| 1ª     | 10 giugno | Murten/Morat > Basilea                  | 182   | Joseph Huysmans    | Joseph Huysmans     |
| 2ª     | 11 giugno | Basilea > Wohlen                        | 198   | Franco Bitossi     | Joseph Huysmans     |
| 3ª     | 12 giugno | Wohlen > Siebnen                        | 178   | Guido Carlesi      | André Messelis      |
| 4ª     | 13 giugno | Siebnen > Sattelegg (cron. individuale) | 13    | Robert Hagmann     | Joseph Huysmans     |
| 5ª     | 14 giugno | Siebnen > Bellinzona                    | 205   | Franco Bitossi     | Joseph Huysmans     |
| 6ª     | 15 giugno | Bellinzona > Château-d'Œx               | 303   | Marcello Mugnaini  | Franco Bitossi      |
| 7ª     | 16 giugno | Château-d'Œx > Berna                    | 228   | Guido Carlesi      | Franco Bitossi      |
| Totale | Totale    | Totale                                  | 1 307 |                    |                     |

## Dettagli delle tappe

### 1ª tappa
- 10 giugno: Murten/Morat > Basilea – 182 km

Risultati
| Pos. | Corridore       | Squadra  | Tempo    |
| ---- | --------------- | -------- | -------- |
| 1    | Joseph Huysmans | Dr. Mann | 4h12'33" |
| 2    | Walter Boucquet | Flandria | a 30"    |
| 3    | Oreste Magni    | Cynar    | a 1'36"  |

### 2ª tappa
- 11 giugno: Basilea > Wohlen – 198 km

Risultati
| Pos. | Corridore       | Squadra          | Tempo    |
| ---- | --------------- | ---------------- | -------- |
| 1    | Franco Bitossi  | Filotex          | 5h04'20" |
| 2    | Walter Boucquet | Flandria         | a 30"    |
| 3    | Joseph Huysmans | Dr. Mann-Grundig | s.t.     |

### 3ª tappa
- 12 giugno: Wohlen > Siebnen – 178 km

Risultati
| Pos. | Corridore        | Squadra  | Tempo    |
| ---- | ---------------- | -------- | -------- |
| 1    | Guido Carlesi    | Filotex  | 4h26'29" |
| 2    | Alberto Carvalho | Flandria | a 30"    |
| 3    | André Messelis   | Dr. Mann | s.t.     |

### 4ª tappa
- 13 giugno: Siebnen > Sattelegg – Cronometro individuale – 13 km

Risultati
| Pos. | Corridore         | Squadra | Tempo   |
| ---- | ----------------- | ------- | ------- |
| 1    | Robert Hagmann    | Cynar   | 29'56"  |
| 2    | Franco Bitossi    | Filotex | a 42"   |
| 3    | Marcello Mugnaini | Maino   | a 1'05" |

### 5ª tappa
- 14 giugno: Siebnen > Bellinzona – 205 km

Risultati
| Pos. | Corridore          | Squadra  | Tempo    |
| ---- | ------------------ | -------- | -------- |
| 1    | Franco Bitossi     | Filotex  | 5h45'55" |
| 2    | Alfred Rüegg       | Tigra    | a 1'01"  |
| 3    | Herman Vanspringel | Dr. Mann | a 1'15"  |

### 6ª tappa
- 15 giugno: Bellinzona > Château-d'Œx – 303 km

Risultati
| Pos. | Corridore         | Squadra | Tempo     |
| ---- | ----------------- | ------- | --------- |
| 1    | Marcello Mugnaini | Maino   | 10h08'06" |
| 2    | Franco Bitossi    | Filotex | a 30"     |
| 3    | Ugo Colombo       | Filotex | a 1'57"   |

### 7ª tappa
- 16 giugno: Château-d'Œx > Berna – 228 km

Risultati
| Pos. | Corridore        | Squadra | Tempo    |
| ---- | ---------------- | ------- | -------- |
| 1    | Guido Carlesi    | Filotex | 6h12'27" |
| 2    | Alfred Rüegg     | Tigra   | a 1'27"  |
| 3    | Dieter Wiedemann | Torpedo | s.t.     |

## Classifiche finali

### Classifica generale
| Pos. | Corridore          | Squadra  | Tempo     |
| ---- | ------------------ | -------- | --------- |
| 1    | Franco Bitossi     | Filotex  | 36h31'17" |
| 2    | Joseph Huysmans    | Dr. Mann | a 3'00"   |
| 3    | Marcello Mugnaini  | Maino    | a 3'36"   |
| 4    | Walter Boucquet    | Flandria | a 6'18"   |
| 5    | Ugo Colombo        | Filotex  | a 7'59"   |
| 6    | Enzo Moser         | Maino    | a 10'16"  |
| 7    | Marino Fontana     | Maino    | a 11'17"  |
| 8    | Herman Vanspringel | Dr. Mann | a 11'59"  |
| 9    | Alfred Rüegg       | Tigra    | a 12'12"  |
| 10   | Dieter Wiedemann   | Torpedo  | a 12'18"  |

### Classifica scalatori
| Pos. | Corridore         | Squadra  | Punti |
| ---- | ----------------- | -------- | ----- |
| 1    | Alfred Rüegg      | Tigra    | 32    |
| 2    | Enzo Moser        | Maino    | 31    |
| 3    | Joseph Huysmans   | Dr. Mann | 30    |
| 4    | Franco Bitossi    | Filotex  | 28,5  |
| 5    | Marcello Mugnaini | Maino    | 28    |

### Classifica squadre
| Pos. | Squadra          | Tempo      |
| ---- | ---------------- | ---------- |
| 1    | Maino            | 109h49'55" |
| 2    | Dr. Mann-Grundig | a 13'23"   |
| 3    | Tigra            | a 20'42"   |
| 4    | Flandria-Romeo   | a 1h20'30" |
| 5    | Filotex          | a 1h39'05" |